# طائر الفينيق والسلحفاة

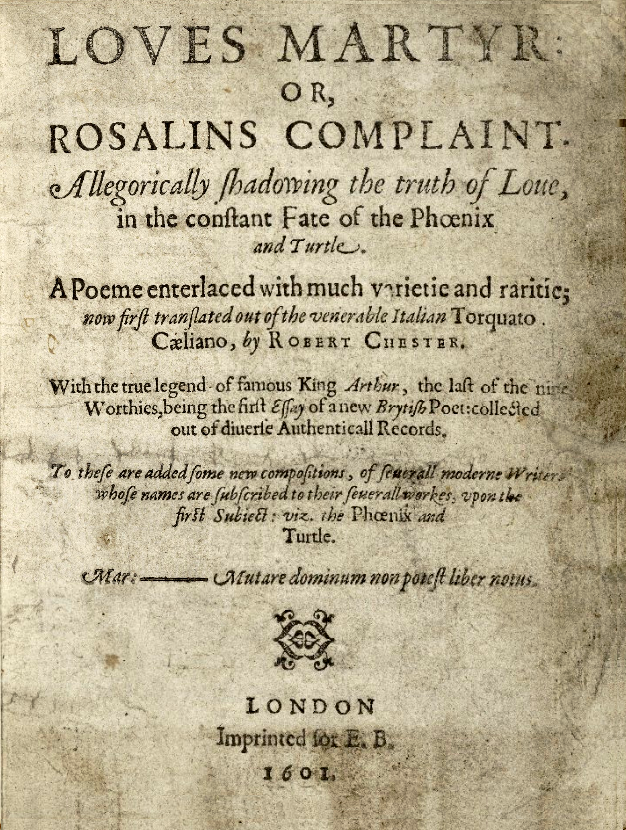
نُشرت قصيدة شكسبير The Phoenix and the Turtle لأول مرة في روبرت تشيستر لوفز شهيد (1601)

طائر الفينيق والسلحفاة أو العنقاء والسلحفاة (بالإنجليزية: The Phoenix and the Turtle)‏ (مكتوبة أيضًا The Phœnix and the Turtle) هي قصيدة مجازية عن وفاة الحب المثالي من قبل ويليام شكسبير. تعتبر على نطاق واسع أحد أكثر أعماله غموضًا وقد أدت إلى العديد من التفسيرات المتضاربة. كما أُطلق عليها «أول قصيدة ميتافيزيقية منشورة عظيمة». عنوان «العنقاء والسلحفاة» هو تسمية تقليدية. مع العلم أنها عندما نشرت، كانت القصيدة بلا عنوان. و«السلحفاة» هنا هي نسبة إلى حمامة السلحفاة (طائر قمري)، وليس إلى الحيوان الزاحف (السلحفاة).
تصف القصيدة جنازة رُتبت للمتوفين فينيكس وتورتليدوف، على التوالي، مع شعارات الكمال والحب المخلص. تمت دعوة بعض الطيور للجنازة وتم استبعاد البعض الآخر.

## سياق الكلام

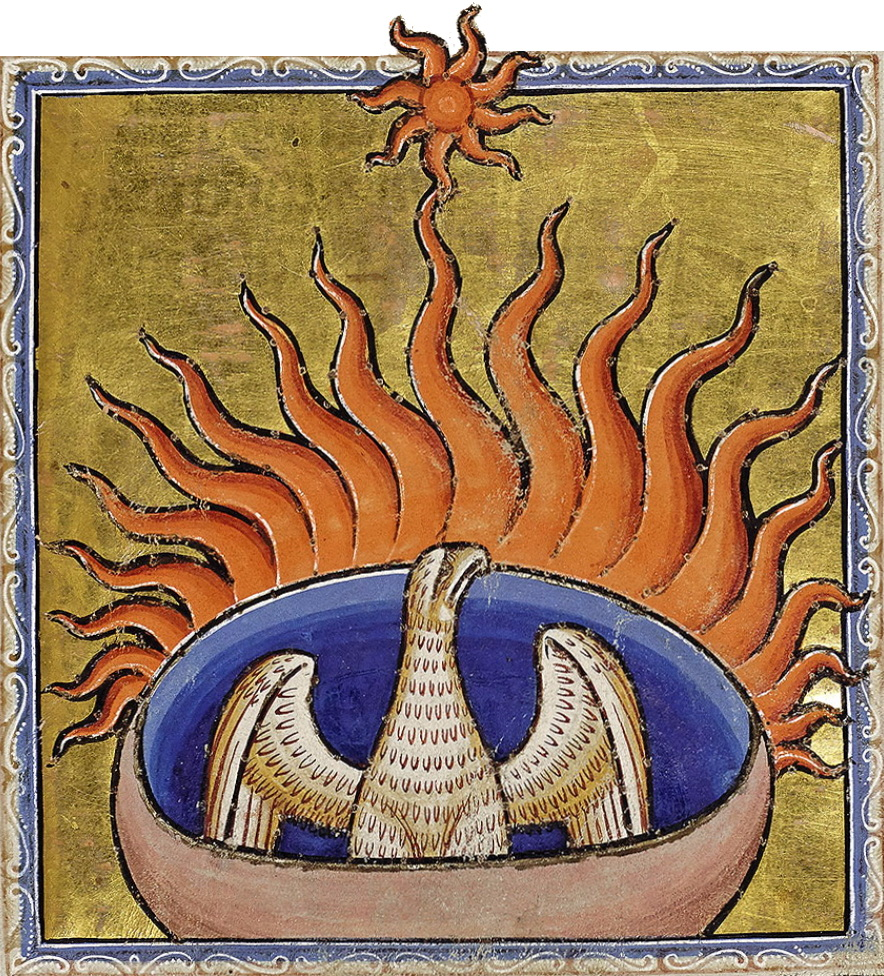
طائر الفينيق الذي يحتضر ويولد من جديد، يصور في أبردين بيستاري

القصيدة نُشرت لأول مرة عام 1601 كمكمل لقصيدة طويلة كتبها روبرت تشيستر، بعنوان شهيد الحب.

## التفسيرات وترجمات

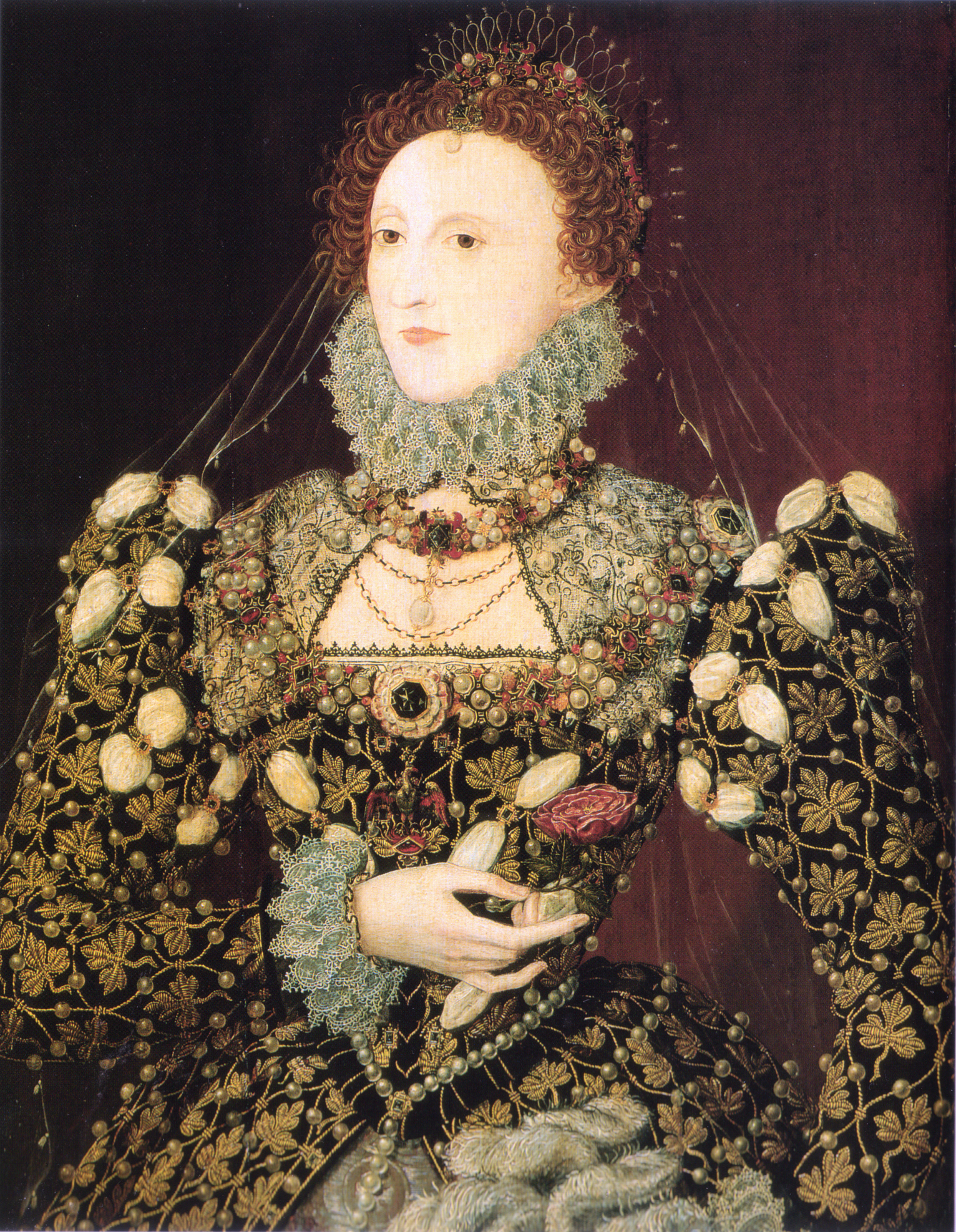
صورة العنقاء للملكة إليزابيث، والتي ترتدي فيها شارة شخصية عنقاء العنقاء.

بالإضافة إلى قصة رمزية للزواج المثالي، يمكن النظر إلى القصيدة على أنها توضيح للعلاقة بين الحقيقة والجمال، أو للحب المكتمل، في سياق الأفلاطونية الحديثة في عصر النهضة. يبدو أيضًا أن جذور هذا المفهوم عن الحب الكامل لا تكمن فقط في المصادر المدرسية المتعلقة باتحاد الأشخاص في الثالوث، ولكن أيضًا في التقاء ثلاثة خطوط أخرى من التقاليد الكاثوليكية في العصور الوسطى: التقاليد الأدبية للاتحاد الصوفي، والصداقة الروحية، والزواج الروحي يقدم شكسبير عددًا من الطيور الأخرى، مستفيدًا من الأدبيات السابقة حول «برلمان الطيور»، لتصوير موت العشاق على أنه فقدان مثال لا يمكن إلا أن يندى عليه.

### الملكة اليزابيث

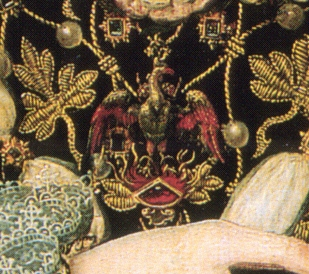
جوهرة العنقاء لإليزابيث

البديل هو تفسير السلحفاة على أنها جون سالوسبري وفينيكس على أنها الملكة إليزابيث الأولى، مما يفسر عفة العلاقة والإيحاء بأن «طفلهم» شيء صوفي وليس جسديًا. غالبًا ما كانت إليزابيث مرتبطة بالعنقاء، ويشار إليها باسم «طائر الفينيق البكر» في مسرحية هنري الثامن، التي كتبها شكسبير جزئيًا (على الرغم من أن مقطع «العنقاء البكر» يُنسب عادةً إلى جون فليتشر). تُعرف صورتان من اللوحات تُنسبان إلى نيكولاس هيليارد باسم صور «فينيكس» و «بيليكان» بسبب الجواهر التي ترتديها الملكة: شاراتها الشخصية من البجع والعنقاء. يظهر كلا الطيور في قصيدة تشيستر الرئيسية. الاعتراض هو أن العلاقة الحميمة بين العاشقين تبدو قوية جدًا بالنسبة لسالوسبري والملكة.
تتبنى كاثرين دنكان جونز وهنري وودهيسن تباينًا في الرأي القائل بأن القصيدة تشير إلى سالوسبيري والملكة، بحجة أن «الجلسة» المذكورة في القصيدة هي برلمان 1601، حيث ألقت إليزابيث خطابًا مشهورًا حول العلاقة الرمزية بين هي وشعبها، يشار إليها أحيانًا باسم خطاب الوداع. لقد اعتمدوا على العمل السابق لماري أكستون، التي جادلت بأن إليزابيث نفسها هي طائرتان، في جوانبها الملكية والإنسانية، لكن الجانب البشري (السلحفاة) يشمل أيضًا جسد الناس ككل. يشير Duncan-Jones و Woudhuysen إلى أن Salusbury يمثل الناس.
بعض العلماء يفسرون طفل طائر الفينيق على أنه إشارة إلى وريث إليزابيث، جيمس السادس ملك اسكتلندا. تم استخدام هذه الصور في عام 1604، عندما وصل جيمس إلى لندن، لكن هذا كان سيشكل مشكلة في عام 1601، عندما كانت إليزابيث لا تزال على قيد الحياة.
النظرية القائلة بأن قصائد تشيستر وشكسبير كانت تهدف للإشارة إلى العلاقة بين إليزابيث وروبرت ديفيروكس، إيرل إسكس، تم اقتراحها لأول مرة من قبل AB Grosart في عام 1878، وأعادها ويليام ماتشيت في عام 1965. ومع ذلك، يجادل العديد من المؤلفين الذين يرفضون تحديد هوية العاشقين باسم إسيكس وإليزابيث بأن أحداث تمرد إسيكس وإعدامها في أوائل عام 1601 قد تكون وراء بعض الرموز الأكثر غموضًا في القصيدة والأخرى في المجموعة.